# Calcă apăsat: Povestea lui Dewey Cox
 Calcă apăsat: Povestea lui Dewey Cox (Walk Hard: The Dewey Cox Story) este un film american muzical de comedie de parodie din 2007 regizat de Jake Kasdan  și scris de Kasdan și co-producătorul Judd Apatow. În rolurile principale joacă actorii John C. Reilly, Jenna Fischer, Tim Meadows și Kristen Wiig.

## Distribuție
- John C. Reilly - Dewey Cox
- Kristen Wiig - Edith Cox
- Raymond J. Barry - Pa Cox
- Margo Martindale - Ma Cox
- Jenna Fischer - Darlene Madison Cox
  - Angela Correa - Darlene's singing voice
- Tim Meadows - Sam McPherson, drummer and drug dealer
- Chris Parnell - Theo
- Matt Besser - Dave
- Chip Hormess - Nate Cox, Dewey's brother
  - Jonah Hill - older Nate (nemenționat)[11]
- David "Honeyboy" Edwards - the Old Blues Singer
- David Krumholtz - Schwartzberg
- Craig Robinson - Bobby Shad
- Harold Ramis - L'Chaim
- Simon Helberg - Dreidel L'Chaim
- Philip Rosenthal - Mazeltov
- Martin Starr - Schmendrick
- John Michael Higgins - "Walk Hard" recording engineer
- Ed Helms - Stage manager
- Jane Lynch - Gail, the news reporter
- Angela Little Mackenzie - Beth Anne
- Skyler Gisondo - Dewford "Dewdrop/Dewey" Cox, Jr.
- Lurie Poston - a Cox kid
- Jack McBrayer - DJ
- Nat Faxon - Awards show stage manager
- Rance Howard - Preacher
- Odette Yustman - Reefer girl
- Frankie Muniz - Buddy Holly
- John Ennis - The Big Bopper
- Jack White - Elvis Presley
- Adam Herschman - Jerry Garcia
- The Temptations (Otis Williams, Ron Tyson, Terry Weeks, Joe Herndon, Bruce Williamson) - rolul lor
- Eddie Vedder - rolul său
- Jackson Browne - rolul său
- Jewel - rolul său
- Ghostface Killah - rolul său
- Lyle Lovett - rolul său
- Gerry Bednob - Maharishi Mahesh Yogi
- Cheryl Tiegs (în versiunea regizorală unrated version) - rolul său

### Nemenționați
- Paul Rudd - John Lennon
- Jack Black - Paul McCartney
- Justin Long - George Harrison
- Jason Schwartzman - Ringo Starr[12]
- Patrick Duffy (unrated version) - rolul său
- Morgan Fairchild (unrated version) - rolul său
- Cheryl Ladd (unrated version) - rolul său[13]
- Don Was - rolul său (bass player : Jackson Browne, Jewel & Lyle Lovett)